# Gare de Villeneuve-le-Roi
Pour les articles homonymes, voir Gare de Villeneuve.
La gare de Villeneuve-le-Roi est une gare ferroviaire française de la ligne de Paris-Austerlitz à Bordeaux-Saint-Jean, située sur le territoire de la commune de Villeneuve-le-Roi, dans le département du Val-de-Marne, en région Île-de-France.
Elle est mise en service en 1914 par la Compagnie du chemin de fer de Paris à Orléans (PO).
C'est une gare de la Société nationale des chemins de fer français (SNCF), desservie par les trains de la ligne C du RER.

## Situation ferroviaire
Établie à 39 mètres d'altitude, la gare de Villeneuve-le-Roi se situe au point kilométrique (PK) 12,405 de la ligne de Paris-Austerlitz à Bordeaux-Saint-Jean entre les gares de Choisy-le-Roi et d'Ablon.

## Histoire
La « station de Villeneuve-le-Roi » est mise en service le  29 mars 1914 par la Compagnie du chemin de fer de Paris à Orléans (PO), sur la section de Paris-Quai d'Orsay à Brétigny. Située entre les stations de Choisy-le-Roi et d'Ablon, elle est ouverte au service des voyageurs, des bagages, des chiens, des colis postaux et des marchandises de grande vitesse (animaux vivants et voitures exceptés). Toutefois les articles de messagerie et denrées, en provenance ou à destination de cette station, ne seront acceptés que par expédition dont le poids n'excède pas 100 kilogrammes. Cette ouverture provoque le changement de nom de la « station d'Orly - Villeneuve-le-Roi », située sur la section de Choisy-le-Roi à Massy - Palaiseau, qui est renommée « Orly (Seine) ».
En 2022, selon les estimations de la SNCF, la fréquentation annuelle de la gare est de 1 302 024 voyageurs.

## Service des voyageurs

### Accueil
La gare dispose d'un guichet Transilien ouvert tous les jours de 6 h 15 à 12 h 40 et de 13 h 10 à 19 h 45. De plus, la gare est équipée d'automates pour l'achat de titres de transport Transilien et du système d'information sur les horaires des trains en temps réel.

### Desserte
Villeneuve-le-Roi est desservie par les trains de la ligne C du RER d'Île-de-France à raison d'un train toutes les 15 minutes vers Paris-Austerlitz (toutes les 30 minutes après 21 h), et d'un train toutes les 15 minutes vers Juvisy (toutes les 30 minutes après 21 h 30). Les trains portent les codes missions VICK ou VITY vers Paris et CIME, CITY ou JILL vers Versailles-Chantiers ou Juvisy[réf. nécessaire].

### Intermodalité
Un parc pour les vélos et un parking offrant de 200 à 300 places gratuites pour les véhicules y sont aménagés.
La gare permet des correspondances avec les lignes 482 et Licorne du réseau de bus Seine Grand Orly et avec la ligne N133 du réseau Noctilien.

Installations de la halte
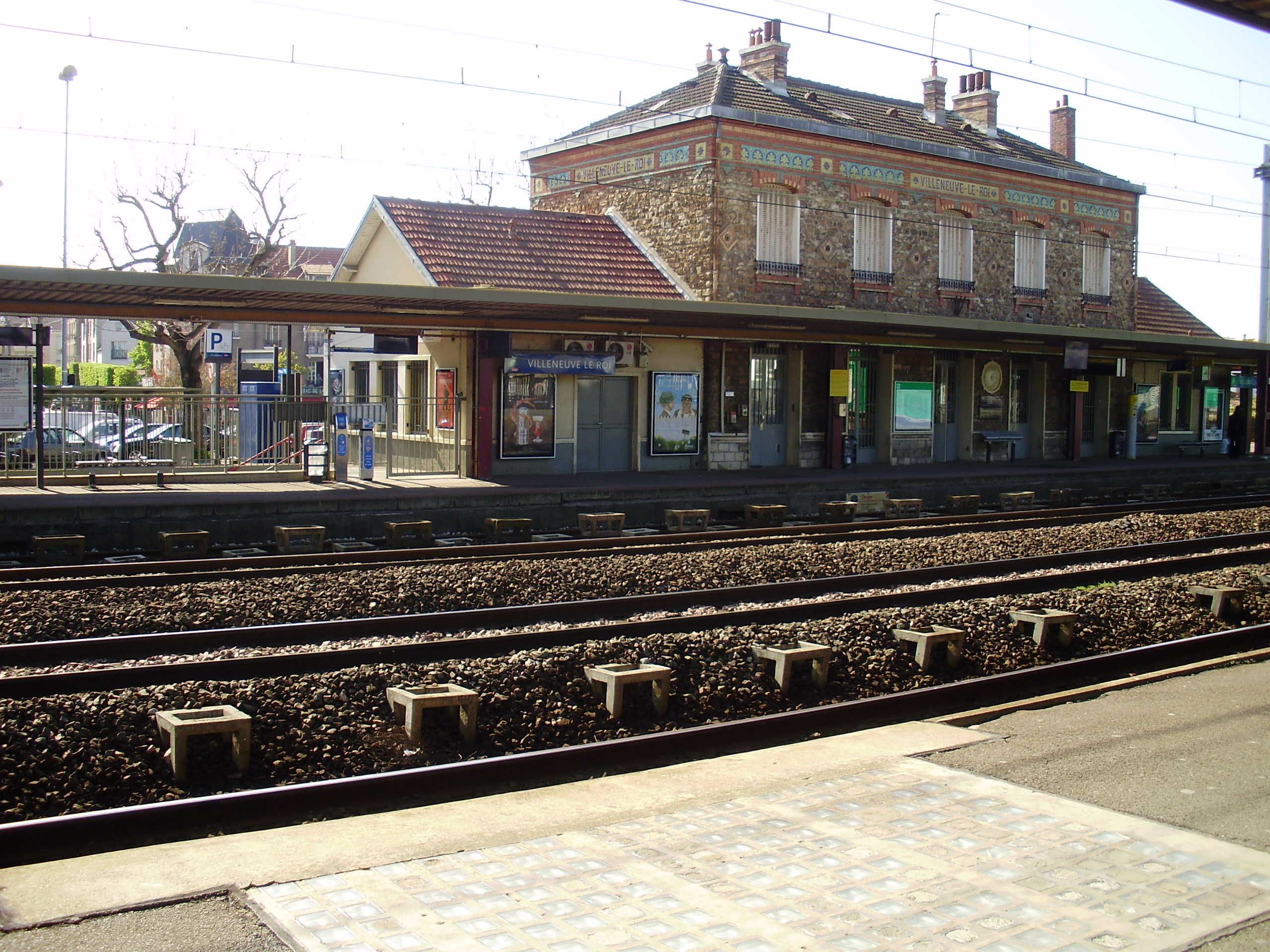
Le bâtiment de la gare.
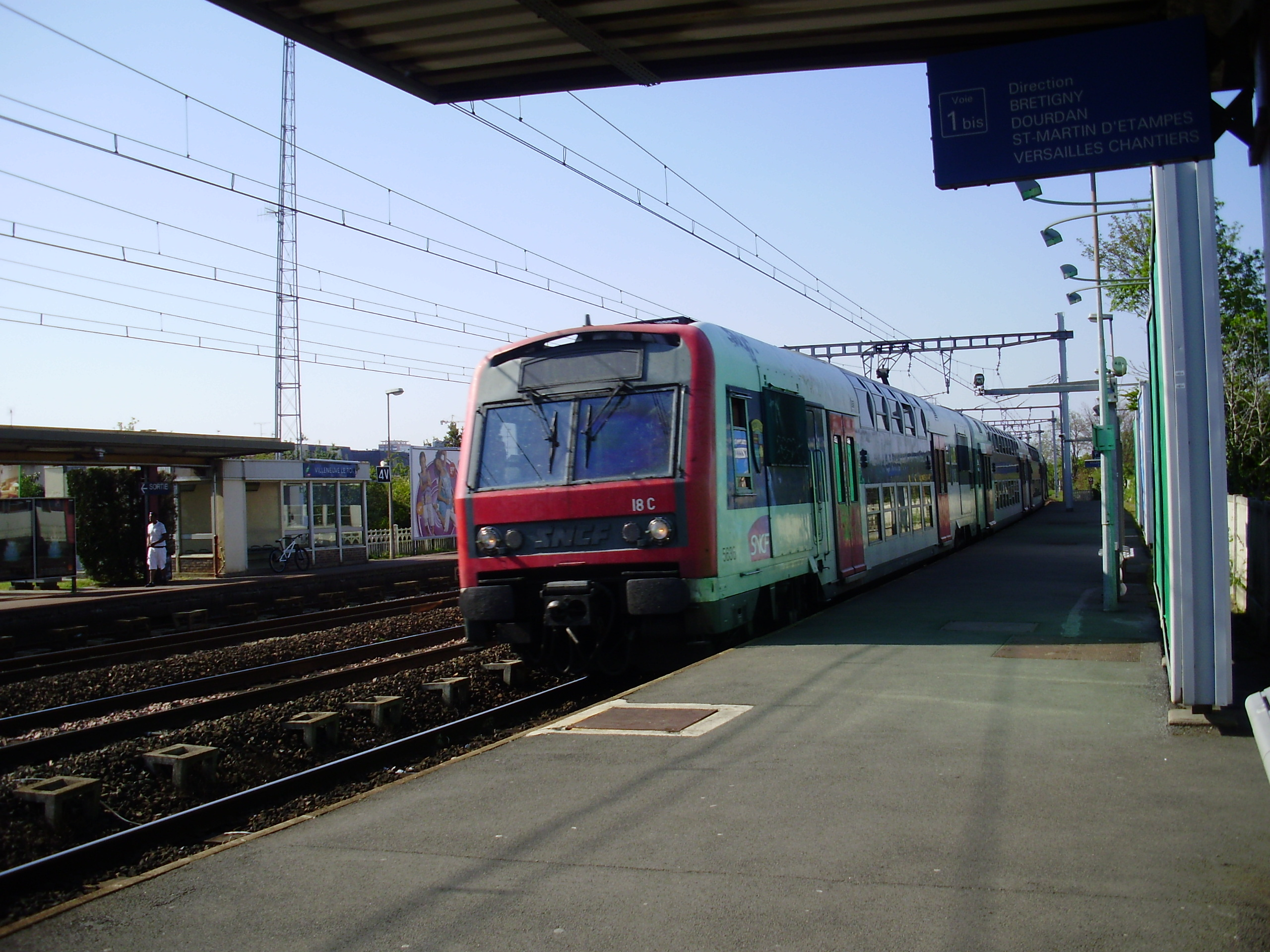
Z 5600 passant sans arrêt.
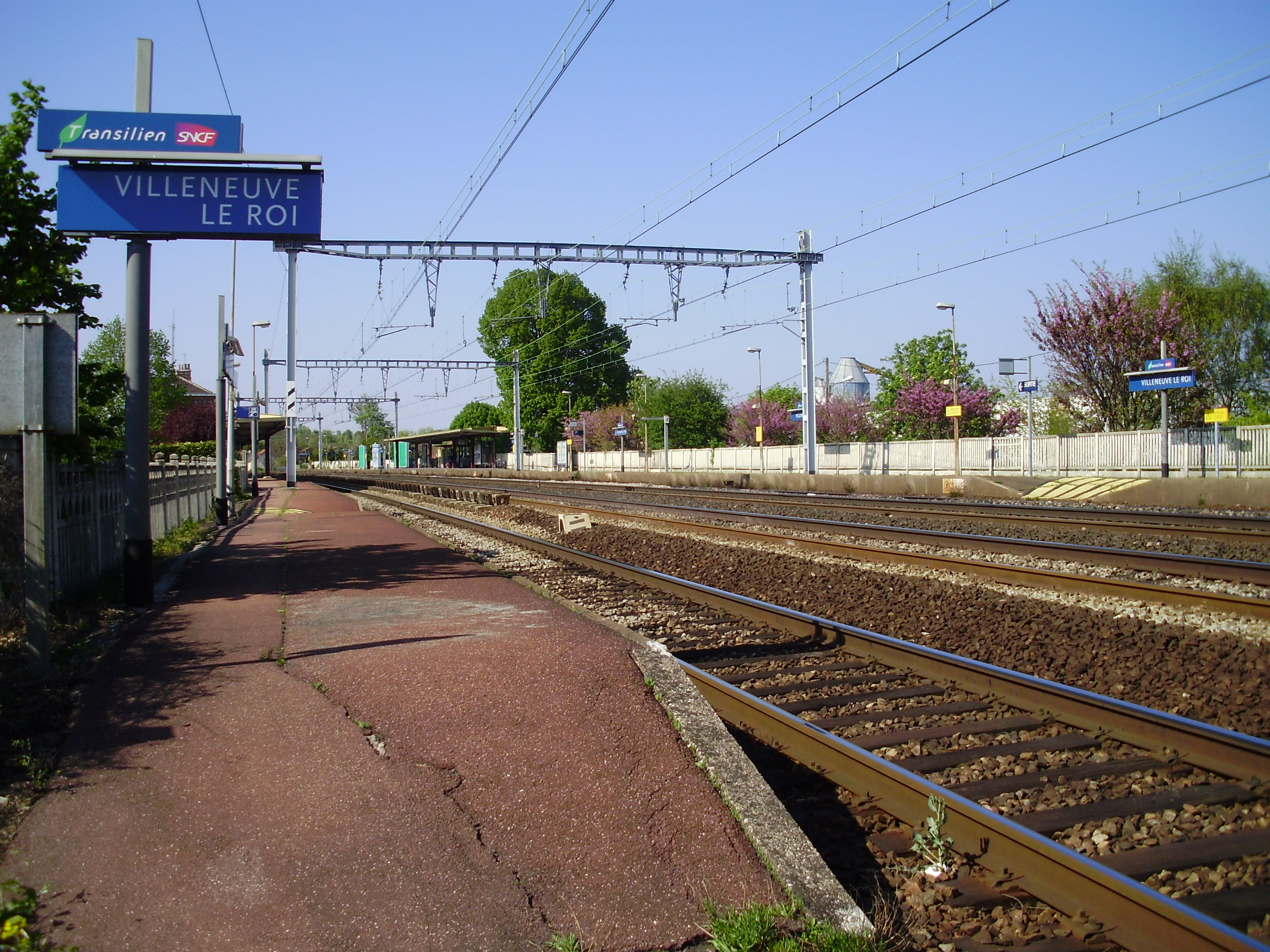
Quai en direction de Paris.

## Patrimoine ferroviaire
Le bâtiment voyageurs est en état proche de l'origine ; il a reçu deux ailes latérales à toiture à deux versants durant la seconde moitié du XXe siècle.
Il s'agissait à l'origine d'un bâtiment rectangulaire, sans ailes. Sa disposition (cinq travées, toit à deux croupes...) et certains détails comme les arcs bombés des travées sont proches de la gare de Vitry-sur-Seine, laquelle est cependant plus vaste et possède un niveau supplémentaire en soubassement.
Le bâtiment de Villeneuve-le-Roi se distingue par sa façade en pierre agrémentée de bandeaux et d'arcs combinant la brique rouge, jaune et gris-bleu. Les murs latéraux possèdent une frise de  carreaux de céramique ainsi que le nom de la gare en carreaux de céramique ; la frise des murs longitudinaux se contente de cadres de brique encadrant des espaces cimentés (peut-être le support pour des céramiques qui n'ont jamais été posées).

## Cinéma
La gare a été le lieu de tournage de la séquence d'ouverture de L'An 01, film français de 1973, réalisé par Jacques Doillon.